# Kolkwitzia amabilis
Kolkwitzia amabilis Graebn., 1901 è una pianta della famiglia Caprifoliaceae, endemica della Cina. È l'unica specie nota del genere Kolkwitzia.